# ایستگاه متروی فینچلی مرکزی
ایستگاه متروی فینچلی مرکزی (انگلیسی: Finchley Central tube station) یکی از ایستگاه‌های خط شمالی متروی لندن است.
این ایستگاه که در ناحیه فینچلی قرار دارد در سال ۱۸۶۸ میلادی تأسیس شده‌است.